# Juan Galindo

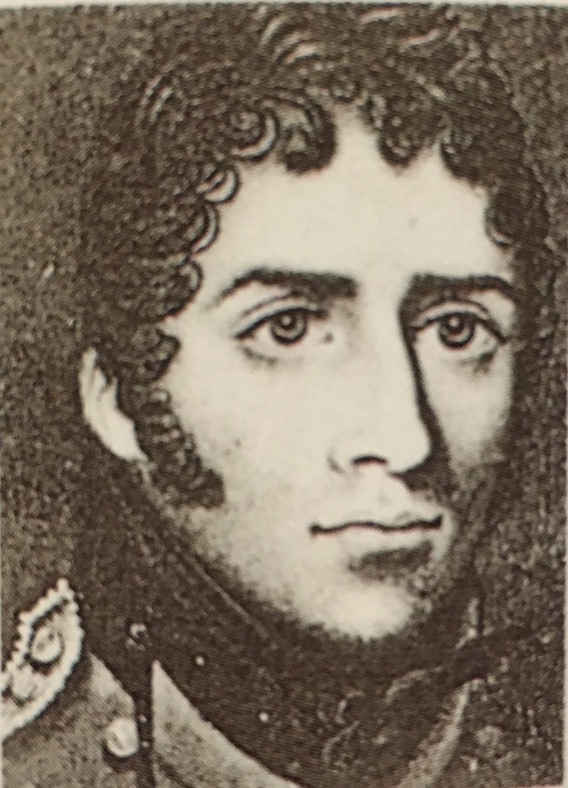
Juan Galindo

Juan Galindo (1802-1839) was een Midden-Amerikaanse ontdekkingsreiziger en legerofficier. Hij was van gemengde Spaanse, Engelse en Ierse afkomst. Zijn vader kreeg een hoge functie in de regering van Costa Rica.
Juan Galindo vocht tegen Spanje voor de onafhankelijkheid van Midden-Amerika, en hij veroverde in die strijd het "Fortaleza de San Fernando de Omoa": de laatste vesting van de Spanjaarden in Omoa,  aan de Caribische kust van Honduras.
Galindo kreeg een functie in de regering van de Verenigde Staten van Centraal-Amerika. Naast zijn militaire bezigheden schreef hij rapporten over de plaatselijke topografie en bracht hij een groot deel van Midden-Amerika in kaart. Ook onderzocht hij een aantal overblijfselen van de Maya-beschaving, waaronder die van Palenque en Copán. Zijn werk trok de aandacht van de Amerikaanse John Lloyd Stephens, die vervolgens een meer gedetailleerd onderzoek verrichtte naar de stad Copán.
Galindo was de eerste die opperde dat de inheemse bevolking van Midden-Amerika wel eens de nazaten zouden kunnen zijn van de Maya's, en dat de Maya-beschaving niet afkomstig was van Egyptenaren of Polynesiërs.
Als kolonel was Galindo een aanhanger van de liberale regering van president Francisco Morazán. Toen in Midden-Amerika de burgeroorlog uitbrak, vocht hij in verschillende veldslagen en werd hij ten slotte gedood toen een conservatief leger uit Nicaragua de stad Tegucigalpa veroverde.